# Diplocoque

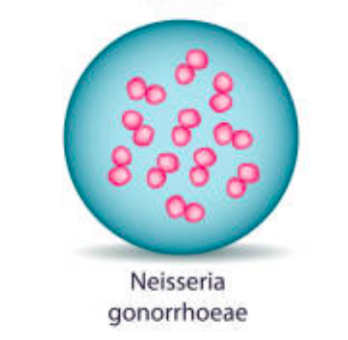
Représentation de diplocoques au microscope

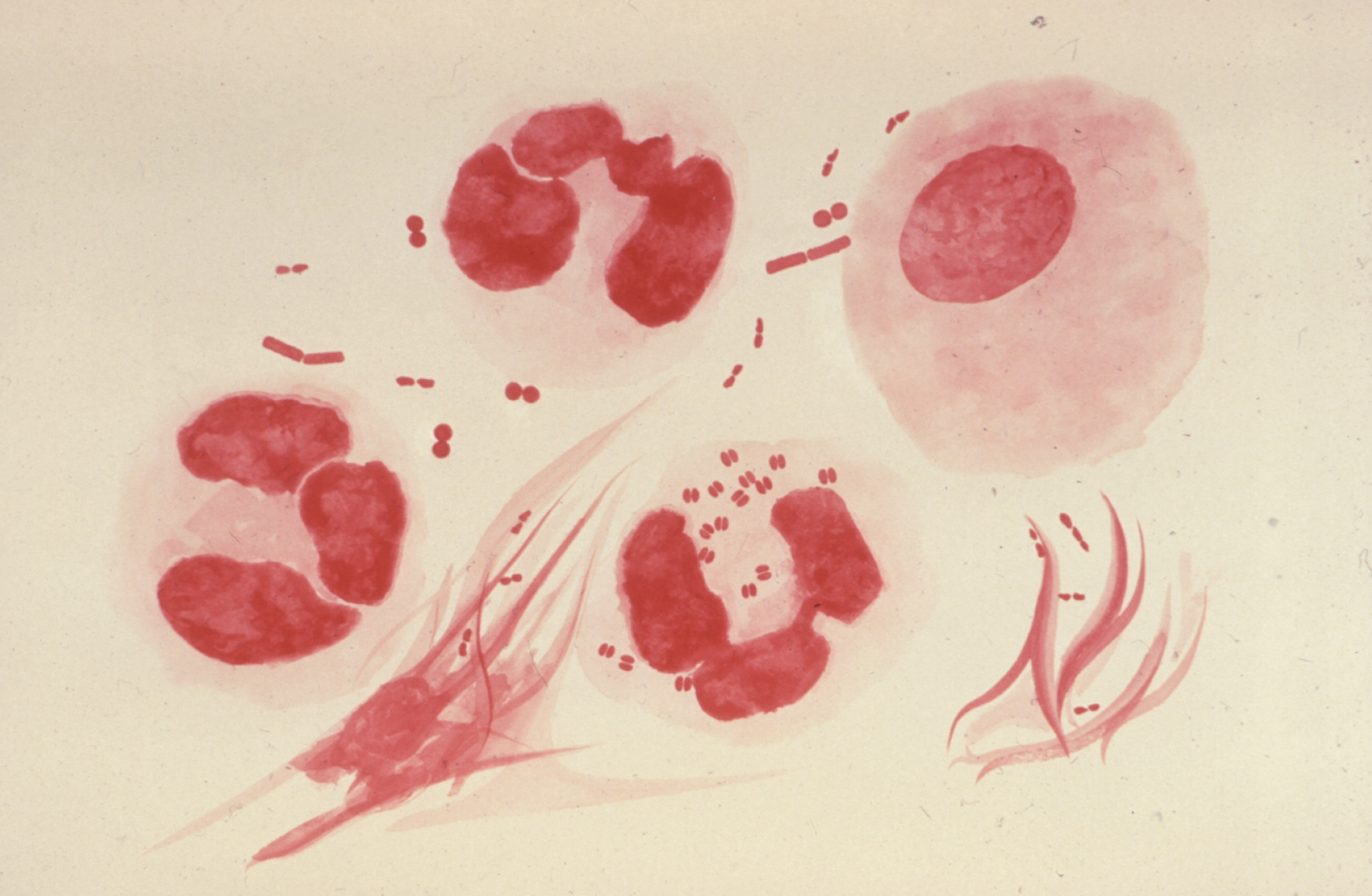
Neutrophiles infectés par Neisseria gonorrhoeae, avec de petits diplocoques gram négatifs caractéristiques.

Les diplocoques sont des bactéries que l'on retrouve sous forme de petits grains de café identiques accolées deux à deux à l'observation au microscope. 
Ces agents microbiens sont caractérisés par leur potentiel infectieux. Les infections par le Méningocoque (gram -), le Gonocoque (gram -) ou encore le Pneumocoque (gram +) sont caractérisées par cette forme de regroupement cytologique.

## classification
Si aucune bactérie n'est strictement diplocoque, le genre diplococcus ayant disparu, la coloration de Gram permet de différencier 2 catégories de diplocoques.

### coques à Gram positif

#### Espèces pathogènes
- Streptococcus pneumoniae

### coques à Gram négatif

#### Espèces pathogènes
- Neisseria meningitidis
- Neisseria gonorrhoeae
- Moraxella catarrhalis (plutôt diplococcobacille)

#### Espèces commensales non pathogènes
- Neisseria cinerea
- Neisseria elongata
- Neisseria flavescens
- Neisseria lactamica
- Neisseria mucosa
- Neisseria polysaccharea
- Neisseria sicca
- Neisseria subflava